# Pro-life pokret
Pro-life pokret, znan i kao pokret za život ili pokret protiv pobačaja, društveni je i politički pokret koji se zalaže za poštovanje i zaštitu vrijednosti ljudskog života od začeća do prirodne smrti, na temelju prava na život. Glavno djelovanje pokreta usmjereno je na protivljenje pobačaju, eutanaziji, kloniranju, smrtnoj kazni, manipulaciji ljudskim embrijima i ostalim medicinskim i pravnim praksama koje članovi pokreta smatraju neetičnima (povezani članak: Kultura života).
Pro-life pokret utemeljen je na uvjerenju da ljudski život počinje samim začećem i da je od tog trenutka svako ljudsko biće osoba koja zaslužuje punu pravnu zaštitu. Njihov cilj je osigurati pravnu zaštitu života od začeća do prirodne smrti, što podrazumijeva i ukidanje postojećih zakona koji dopuštaju pobačaj te eutanaziju. Nasuprot tome, pro-choice pokret okuplja zagovornike prava na legalan i lako dostupan pobačaj. Oni smatraju da je odluka o prekidu trudnoće isključivo pravo žene, naglašavajući njezino temeljno pravo na izbor i tjelesnu autonomiju.
Pro-life pokret uglavnom podupiru kršćani (katolici, pravoslavci i pojedini protestanti) te manje skupine Židova i hindusa. Katolička i Pravoslavna Crkva protive se pobačaju u svim okolnostima, osim u slučajevima kada je ugrožen život majke, dok je dijete (fetus) već umrlo u maternici (načelo dvostrukog učinka Tome Akvinskoga).[nedostaje izvor]

## Povijest

### Sjedinjene Američke Države
Dvadesetak godina prije prvih ozakonjenja pobačaja u pojedinim saveznim državama SAD-a, američki katolički biskupi krajem četrdesetih godina 20. stoljeća istaknuli su pravo na život kao temeljno ljudsko pravo. U godinama prvih legalizacija pobačaja, većinu protivnika dekriminalizacije pobačaja činili su katolici. Također, većina pro-life udruga i organizacija tijekom šezdesetih i sedamdesetih godina nastala je na područjima s katoličkom većinom. Uz katoličke biskupe, javni protivnici pobačaja bili su i mnogi odvjetnici, političari i liječnici. 
Budući da su katolici većinski glasali za demokrate (a protestanti za republikance), pokret je u početcima političku potporu uglavnom dobivao od katoličkih demokrata. Uoči sudske presude Roe protiv Wadea, neki istaknuti demokrati, poput Teda Kennedyja i Jesseja Jacksona, iskazali su protivljenje pobačaju, dok su republikanska prva dama Betty Ford i budući potpredsjednik Nelson Rockefeller izrazili podršku pobačaju. Nakon presude Demokratska stranka podijelila se u pogledu tog pitanja na dvije suprotstavljene struje: feminističku, koja podržava pravo na pobačaj, i katoličku, koja mu se protivi.
Nakon presude Roe protiv Wadea 1973. godine pro-life pokret u Sjedinjenim Američkim Državama postao je masovan. Na godišnjicu presude, 22. siječnja ispred zgrade Vrhovnog suda u Washingtonu održava se Hod za život, koji okuplja i do pola milijuna sudionika.
Tijekom osamdesetih i devedesetih godina republikanci su počeli u većoj mjeri podupirati pokret. Demokratski guverner Pennsylvanije Robert Casey potpisao je 1992. zakon kojim pobačaj nije bio moguć bez roditeljskog pristanka i vremenskog odmaka od 24 sata prije izvršenja. Međutim, Vrhovni sud SAD-a presudio je protiv tog zakona pozivajući se na pravo na privatnost.
Tijekom predsjedničkog mandata Joea Bidena Ministarstvo pravosuđa kazneno je gonilo tridesetak pro-life aktivista u više saveznih država zbog opstrukcije ulaza u klinike za izvršavanje pobačaja. Različite udruge i pojedinci pozivali su na njihovo pomilovanje. Predsjednik Donald Trump pomilovao je 23. siječnja 2025. godine 23 pro-life aktivista.

### Europa
U Francuskoj je pro-life pokret nastao 1971. godine. Predvodio ga je pedijatar i genetičar Jérôme Lejeune. 
U Madridu se 17. listopada 2009. okupilo milijun ljudi na prosvjedu protiv legalizacije pobačaja.

## Popularna kultura
Više filmova nadahnuto je tematikom pro-life pokreta. U Sjedinjenim Američkim Državama poznatiji su dokumentarni film Nijemi krik i igrani film Neplanirano, snimljen prema istoimenoj knjizi aktivistice Abby Johnson.
U Hrvatskoj je snimljeno više dokumentarnih filmova (npr. 40 dana) i animirani film Zašto su došli vlakom.

## Unutarnje poveznice
- Katolički pogled na pobačaj
- Natalizam

## Vanjske poveznice
- Pregled izabrane bibliografije o pokretu